# Ken Campbell (football)
Pour les articles homonymes, voir Ken Campbell et Campbell.
Ken Campbell, né le 6 septembre 1892 à Cambuslang (Écosse), mort le 28 avril 1971 à Macclesfield (Angleterre), est un footballeur écossais, qui évoluait au poste de gardien de but à Liverpool et en équipe d'Écosse. 
Campbell n'a marqué aucun but lors de ses huit sélections avec l'équipe d'Écosse entre 1920 et 1922.

## Carrière
- 1911-1920 : Liverpool
- 1920-1922 : Partick Thistle
- 1922-1923 : New Brighton
- 1923-1925 : Stoke City
- 1925-1929 : Leicester City
- 1929-1931 : New Brighton

## Palmarès

### En équipe nationale
- 8 sélections et 0 but avec l'équipe d'Écosse entre 1920 et 1922.

### Avec Liverpool
- Finaliste de la Coupe d'Angleterre de football en 1914.

### Avec Partick Thistle
- Vainqueur de la Coupe d'Écosse de football en 1921.

### Avec Leicester City
- Vice-Champion du Championnat d'Angleterre de football en 1929.
- Vainqueur du Championnat d'Angleterre de football D2 en 1925.